# ユンカース ユモ 207
ユンカース ユモ 207 (Junkers Jumo 207) はユンカース・モトーレン社が開発した2ストローク対向ピストン式直列6気筒・12ピストンの液冷ディーゼルエンジンで、高高度用にユモ 205を発展させた航空用ディーゼルエンジンである。

## 開発経緯
ユンカース社は高高度飛行機の実現に多大な努力を払っており、与圧室を備えた高高度実験機Ju 49とそのエンジンL88aを開発して1935年に高度12,500メートルでの連続飛行を達成していた。L88aには高高度での出力を確保するためインタークーラー付きの2段式ターボチャージャーを備えていた。ターボチャージャーは排気ガスのエネルギーを回収して過給を行うため、エンジンの出力の一部を使うスーパーチャージャーよりも効率が高く、高高度での出力確保により有利であった。L88aはガソリンエンジンであったが、ターボチャージャーには排気ガス温度が低く圧縮率が高いディーゼルエンジンの方が相性がよいことから、ユモ 205開発中の1932年にターボチャージャーを付加して高高度用エンジンとすることが計画された。ユンカースの技術陣は、1936年までに高度10,000メートルでも大出力を発生しうるエンジンを完成させていた。開発にあたって最大の問題は、対向ピストンの下側に掃気ポートがあったことから、新技術であったターボチャージャーをエンジンシステムにどのように統合するかであった。当時のドイツ航空省（RLM）は民間機にも軍用機にも高高度エンジンが必要であるとは認識していなかったことから、いったんは開発プロジェクトも中止された。しかし、第二次世界大戦が勃発すると、ドイツ航空省はユンカース社に高高度エンジンの開発を依頼するようになった。
シリーズ中、もっとも大量に量産されたのはユモ 207Aであった。207Aは205のエンジンブロックにターボチャージャーとインタークーラーを組み合わせたもので、高度10,000メートルで880hp/2,800rpmを発揮した。Ju 86の高高度爆撃用P-1型および写真偵察用P-2型は207Aを2基装着し、連合軍の迎撃戦闘機の飛行高度を大きく超える高度12,000メートルで飛行して、安全な作戦行動が行えるようになった。しかし、戦争により航空機エンジンが一気に発展し、時を置かずしてこの高度ではもはや十分とは言えなくなってしまった。この対策として開発された207Bは、ターボチャージャーの再調整により海面高度で800hp、高度10,000メートルで750hp、高度14,000メートルでも500hpを発揮した。ターボチャージャーなしでは高度14,000メートルでの出力は150hpに留まり、ターボチャージャーの効果の大きさは明らかであった。Ju 86Rは空力的に改良された上で207Bを搭載し、高度15,000メートルで安全に飛行できた。
この他、離水時に最大出力が必要となる飛行艇向けに207Cが開発され、海面高度で1,100hp/3,000rpmを達成した。これはBV 222に搭載されたが、207Cを6基搭載してもなお出力不足気味であったため、出力増強型として205Dが開発された。205Dはボアを110mmに拡大して排気量を18.25l にしたもので、1,200hp/3,000rpmを発揮した。1944年には完成の域に達していたが、戦局はもはやそれを必要とするような状況ではなくなっていた。
ユモ 207は高高度用あるいは飛行艇用という非常に特殊な用途のエンジンだったため、シリーズ全体での生産台数は200から300台に留まった。

## 主要諸元
ユンカース ユモ 207A
- 形式：液冷対向ピストン型6気筒2ストロークディーゼルエンジン
- ボア×ストローク：105 mm×160 mm×2
- 総排気量：16.62 L
- 乾燥重量：805 kg
- 離昇出力：880 hp/2,800 rpm（650kW/2,800rpm)
- 燃費：231ｇ/kWh（170g/PSh）

## 各形式
- ユモ 207A：高高度用エンジン。インタークーラー付き2段ターボチャージャー搭載。
- ユモ 207B：高高度性能改良型。Ju86 Rに搭載されたが少数の生産に留まった。
- ユモ 207C：飛行艇用エンジン。BV 222向けに少数の生産に留まった。
- ユモ 207D：飛行艇用エンジンで、207Cの排気量を18.25 lに拡大したもの。テストベンチの製作のみに留まった。